# Нововолынский электромеханический колледж
Нововолынский электромеханический колледж - высшее учебное заведение в городе Нововолынск Волынской области.

## История
Образовательное учреждение было открыто в 1957 году как вечерний горно-строительный техникум.
В 1961 году завершил обучение первый выпуск (26 специалистов).
В 1967 году было открыто дневное отделение. В этом же году в связи с началом работы хлопкопрядильной фабрики были открыты две новые специальности ("Технология и оборудование прядильного производства" и "Бухгалтерский учёт").
В 1969 году количество учащихся составляло свыше 900 человек.
В 1975 году в связи с началом строительства в Нововолынске завода специального технологического оборудования Нововолынский горно-строительный техникум был перепрофилирован и получил новое наименование - Нововолынский электромеханический техникум. В связи со сменой профиля были открыты новые специальности: "Электрооборудование промышленных предприятий и установок", "Монтаж и эксплуатация металлообрабатывающих станков и автоматических линий", "Обработка металлов резанием".
После провозглашения независимости Украины в техникуме открыли новую специальность: "Экономика и планирование в отраслях народного хозяйства".
В марте 1995 года Верховная Рада Украины внесла техникум в перечень предприятий и организаций, приватизация которых запрещена в связи с их общегосударственным значением.
В 1997 году были открыты две новые специальности: "Ремонт электробытовой техники" и "Техническое обслуживание и ремонт оборудования машиностроительных предприятий".
В 2002 году была открыта специальность "Обслуживание компьютерных систем и сетей".
В 2008 году техникум был реорганизован в Нововолынский электромеханический колледж.

## Современное состояние
Колледж является государственным образовательным учреждением I уровня аккредитации и осуществляет подготовку младших специалистов по 4 специальностям ("Прикладная механика", "Электроэнергетика, электротехника и электромеханика", "Компьютерная инженерия" и "Предпринимательство, торговля и биржевая деятельность").